# Popučke
Popučke (cyr. Попучке) – wieś w Serbii, w okręgu kolubarskim, w mieście Valjevo. W 2011 roku liczyła 2627 mieszkańców.